# سندلم
سندلم (به انگلیسی: Sundalm) یک منطقهٔ مسکونی در پاکستان است که در خیبر پختونخوا واقع شده‌است.